# José Luis Sánchez Solá
José Luis Sánchez Solá (Puebla de Zaragoza, México, 31 de enero de 1959), más conocido como «Chelís», es un entrenador y periodista deportivo de fútbol mexicano. Actualmente trabaja para ESPN.

## Entrenador

### C. Puebla
José Luis Sánchez Solá se convirtió en entrenador del Club Puebla en 2006, y fue despedido dos veces durante su mandato solo para ser restituido después de que los jugadores lo solicitaran. Durante su estancia en Puebla, el "chelís" ganó una gran popularidad en el fútbol mexicano al haber salvado al equipo de un descenso a la liga de ascenso, y calificar para la liguilla final y al torneo InterLiga por primera vez en la historia del club.
El "chelís" fue apoyado públicamente por los jugadores, directivos, y el gobierno del estado liderado por Mario Marín Torres, debido a la creencia de que él era la principal razón de la que el club Puebla, después de más de 15 años, tuviera nuevamente un equipo competitivo. Sánchez Solá lideró al Puebla hacia la liguilla del Torneo Clausura 2009. Después de terminar como quinto lugar en la tabla general, el equipo eliminó al Monterrey en los cuartos de final, pero fue eliminado en las semifinales por el Club Universidad Nacional.
Pocos días después del juego, apareció en una publicidad del Partido Revolucionario Institucional, que era el partido político del gobernador de Puebla Mario Marín. Esto resultó en críticas de algunos presentadores mexicanos de noticias deportivas y otros que estuvieron en desacuerdo con que las figuras del deporte se vieran involucradas en campañas políticas.

### C. D. Estudiantes Tecos
Solá dirigió a partir del 14 de noviembre de 2010 al equipo Club Deportivo Estudiantes Tecos entonces en la primera división. Aunado a esto, él admitió ofertas que había recibido previamente, mencionando particularmente los nombres del Club Atlas, Irapuato, y Tiburones Rojos de Veracruz.

### C. F. Correcaminos UAT
Sánchez Solá fue contratado como director técnico de los Correcaminos UAT para dirigir a partir del Torneo Apertura 2012 de la Liga de Ascenso de México. Renunció al equipo oficialmente el 24 de noviembre de 2012, y Joaquín del Olmo fue presentado para sustituirlo.

### C. D. Chivas USA
El 8 de diciembre de 2012 fue confirmado para dirigir al equipo del Club Deportivo Chivas USA de la Major League Soccer de Estados Unidos para la temporada 2013. En mayo de 2013, sin embargo, fue despedido del club.

### C. D. Veracruz
El Club Deportivo Veracruz lo confirmó como su Nuevo D.T para el Clausura 2014, en lugar de Juan Antonio Luna, para lograr evitar el Descenso. Solo estuvo 11 fechas, en su cuenta de Twitter había anunciado su salida del Club.

### Venados F. C.
El 10 de agosto de 2016 se da a conocer, que el Chelís sería entrenador de Venados Fútbol Club en el Ascenso MX. Termina el Apertura 2016 en la posición 12 de la tabla general.
El 27 de enero de 2017, renuncia tras ser derrotado 1-2 por el Atlante en la Jornada 5 del Clausura 2017, dejando al equipo en el penúltimo lugar del torneo.

## Trayectoria

### Clubes
| Club              | Liga                | Etapa     |
| ----------------- | ------------------- | --------- |
| Puebla            | Ascenso MX          | 2006-2007 |
| Puebla            | Liga MX             | 2007-2010 |
| Estudiantes Tecos | Liga MX             | 2011      |
| Correcaminos UAT  | Ascenso MX          | 2012      |
| Chivas USA        | Major League Soccer | 2013      |
| Veracruz          | Liga MX             | 2014      |
| Puebla            | Liga MX             | 2014      |
| Venados           | Ascenso MX          | 2016-2017 |
| Las Vegas Lights  | USL Championship    | 2018-2019 |
| Puebla            | Liga MX             | 2019      |

|